# 竺子
竺子（？—？），女，原名李賀。美籍华人，詩人，作家。生於北京。畢業於西方文學專業。代表作品包括《黑色唱片》、《我把你放在玫瑰床上》、《獨身女人的台階》、《空中走廊》等。

## 相關作品
| 作品名称                          | 作品类型 | 出版时间 | 出版社         |
| --------------------------------- | -------- | -------- | -------------- |
| 《黑色唱片》                      | 長篇小說 | 1988年   | 吉林人民出版社 |
| 《獨身女人的台階》                | 長篇小說 | 1988年   | 寶文堂出版社   |
| 《空中走廊》                      | 長篇小說 | 1988年   | 寶文堂出版社   |
| 《我把你放在玫瑰床上》            | 長篇小說 | 2003年   | 中國青年出版社 |
| 《黑色唱片》新版                  | 長篇小說 | 2004年   | 現代出版社     |
| 《八千噸情感》                    | 詩集     | 2004年   | 現代出版社     |
| 《空山靈雨-竺子與33座名山的對話》 | 詩集     | 2006年   | 中國青年出版社 |
| 《空中走廊》新版                  | 長篇小說 | 2010年   | 現代出版社     |
| 《在你人生最美的時刻》            | 詩集     | 2014年   | 中國青年出版社 |